# William McCrea
William Hunter McCrea (Dublin, 13 de dezembro de 1904 — Lewes, 25 de abril de 1999) foi um astrônomo e matemático britânico.
Primogênito de Robert Hunter McCrea e Margaret Hutton. McCrea estudou no Trinity College (Cambridge) da Universidade de Cambridge e lecionou na Universidade de Edimburgo e no Imperial College London, antes de ser professor de matemática em 1936 na Queen’s University of Belfast.
Foi eleito membro da Royal Society, em 1952. Foi presidente da Royal Astronomical Society, de 1961 a 1963. Foi condecorado com a Medalha de Ouro da Royal Astronomical Society. Foi coroado sir em 1985.
Participou da 11ª Conferência de Solvay.